# AgustaWestland AW109
Agusta AW109 Hirundo/AW109 Power/Grand/Grand New — сімейство легких багатоцільових гелікоптерів, спроектованих італійською фірмою «Агуста» (AgustaWestland) наприкінці 1960-х років. Перші поставки гелікоптерів почалися 1976 року. За період з 1976 по 2000 рік було поставлено 576 гелікоптерів різних модифікацій в різні країни світу. 1972 року на базі Хірундо почалася розробка легкого бойового та розвідувального гелікоптера Agusta A129 Mangusta.

## Історія створення

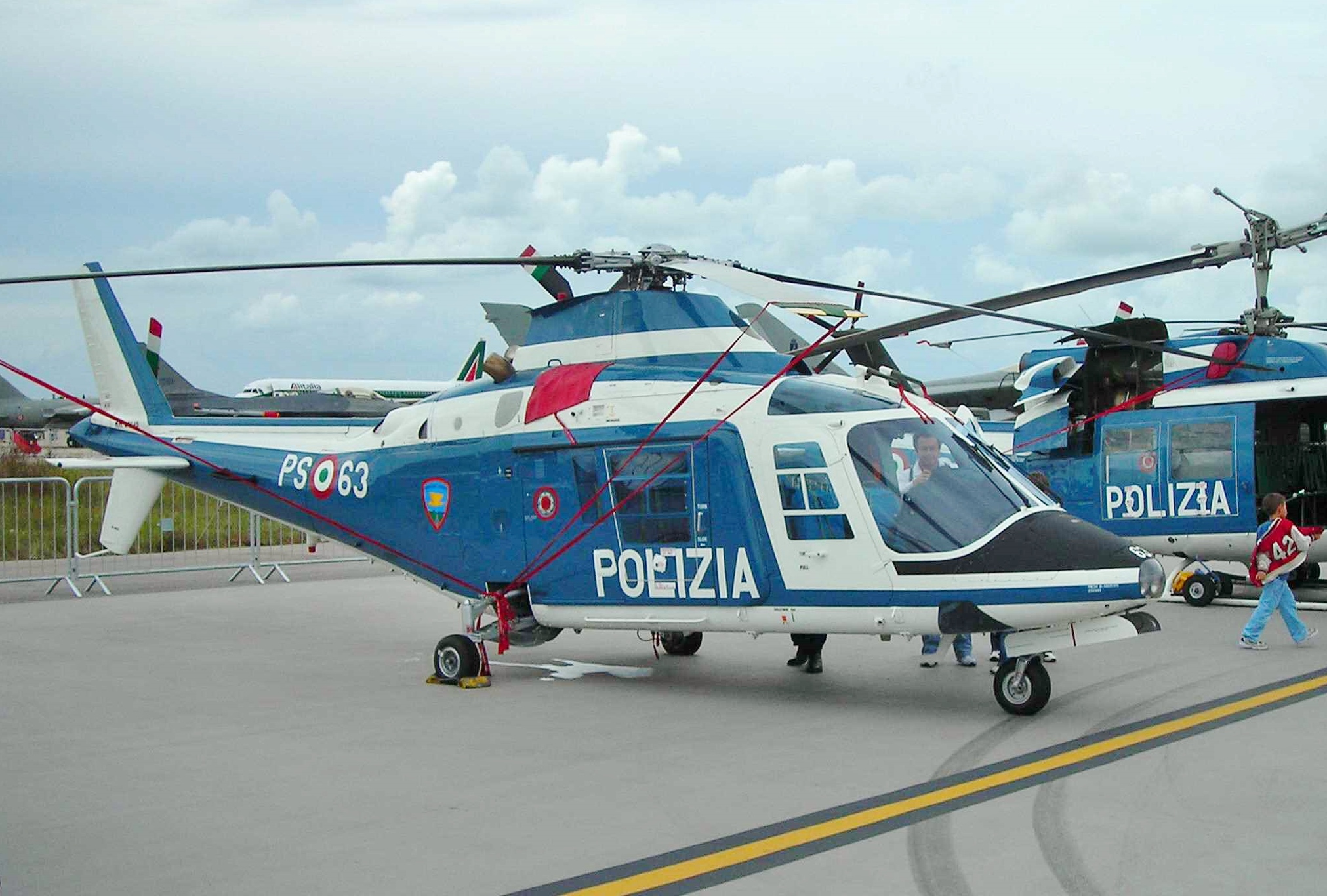
Agusta A109 італійської поліції

Італійська фірма «Агуста», яка виробляла за ліцензією американські гелікоптери Белл 47 і 206 і Сікорський S-61, наприкінці 1960-х почала розробляти свій власний вертоліт для цивільного та військового застосування. Вертоліт А109А був спроектований з одним турбовальним двигуном Турбомека Астазу XII з потужністю на валу 515 кВт/690 к.с. У 1967 році він був перероблений під два турбовальних двигуна Аллісон 250-С14 з потужністю на валу 276 кВт/370 к.с. кожен. Вертоліт з одним льотчиком повинен був перевозити сім пасажирів з багажем з крейсерською швидкістю 265 км/год на відстань 600 кілометрів. Перший з чотирьох прототипів піднявся у повітря 4 серпня 1971 року. Потім пішли доопрацювання.

## Моделі гелікоптерів

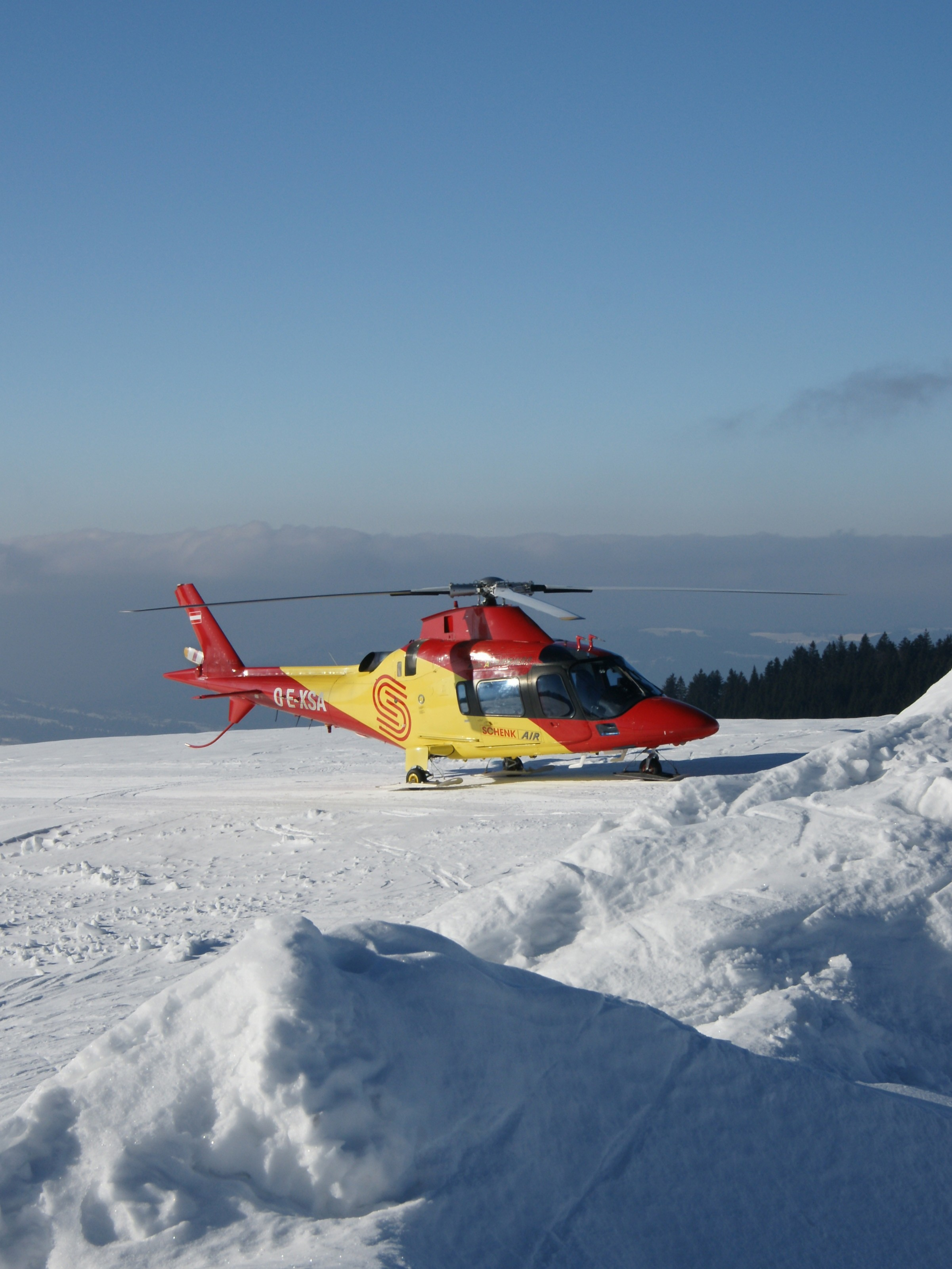
Agusta A109 Power 3

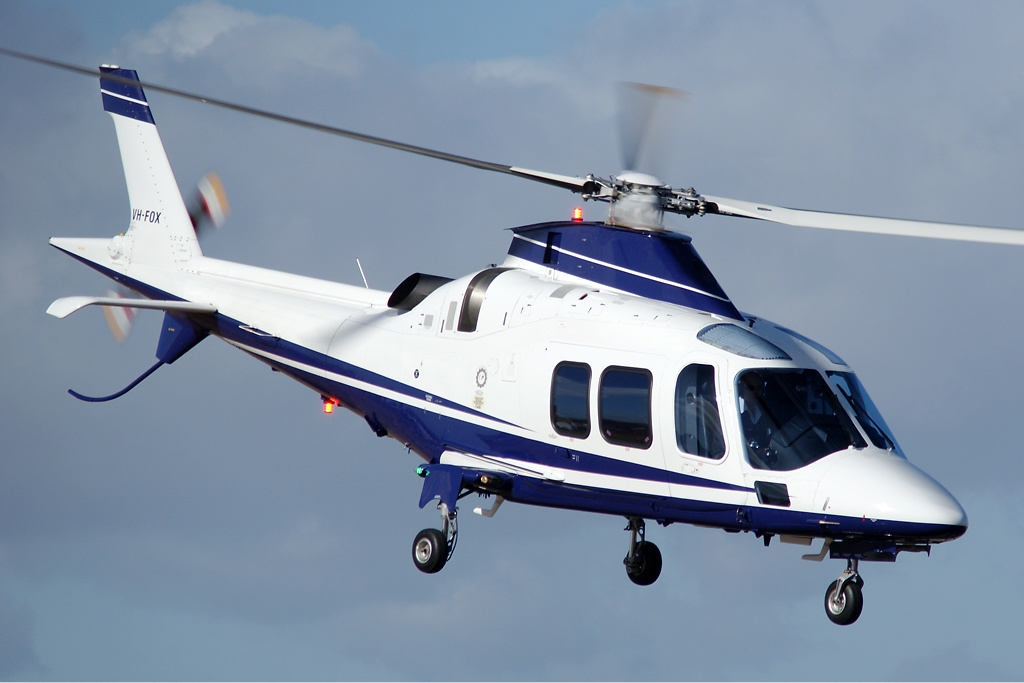
AW109S Grand

- AW109A — базова модифікація, в червні 1981 року на гелікоптері були встановлені світові рекорди швидкопідйомності;
- AW109A Mk.2 — розвиток гелікоптера A109A з великим за розмірами фюзеляжем та газотурбінним двигуном Аллісон 250-C20 злітною потужністю по 335 кВт/380 к.с., поставки почалися 1981 року;
- AW109C і A109CM — вдосконалені варіанти гелікоптера із збільшеною злітною масою до 2700 кг і тримальним гвинтом з лопатями з композиційних матеріалів;
- AW109EOA — легкий розвідувальний та бойовий вертоліт, може використовуватися для наведення та управління, радіо перехоплення та радіоелектронної боротьби, для поліцейської служби, а також на флоті як протичовновий гелікоптер;
- AW109K — вертоліт з потужнішими двигунами Турбомека «Арріель» 1K1, має найкращі висотні характеристики та пристосований для експлуатації в умовах жаркого клімату, призначений для військового застосування на Близькому Сході та в Африці;

- AW109KM — військовий варіант гелікоптера A109K, може використовуватися як протитанковий та розвідувальний;
- AW109KN — палубний варіант для загоризонтної цілевказівки, озброєний протикорабельними керованими ракетами;
- AW109K2 — пошуково-рятувальний варіант для поліції Швейцарії, яка замовила 15 гелікоптерів, забезпечений рятувальною лебідкою вантажопідйомністю 200 кг і вантажним гаком, сертифікований 1996 року;
- AW109F — розвиток A109E зі скляною кабіною;
- AW109PM — військовий варіант A109E з ГТД Пратт-Уітні PW206C, у варіанті з озброєнням замовлений для частин берегової охорони США;
- AW109E (AW109Power) — сучасна модель. Вперше був представлений на авіакосмічній виставці в Парижі 1995 року, постачається із ГТД Пратт-Уїтні Канада PW206C, тримальний гвинт має титанову втулку з еластомірними підшипниками;
- AW109S — GRAND — нова модифікація A109E Power. Злітна маса 3175 кг.

Сучасні моделі AW109Power і Grand мають великий вибір варіантів інтер'єру та додаткового устаткування, що робить можливим застосування як корпоративного або VIP транспорту, а також для потреб аварійно-рятувальної медичної служби або транспортування персоналу на морські платформи. Оснащені газотурбінними двигунами Pratt & Whitney із системою електронного управління FADEC, що мають порівняно низьку витрату палива. Високий рівень безпеки забезпечується міцною конструкцією планера — типу кокон на додаток до ударостійкої паливної системи та ударостійким сидінням для пілотів та пасажирів.
Тримальний і хвостовий гвинти виконані з композитних матеріалів, мають оптимізовані геометричні параметри, що дозволяє добитися високої аеродинамічної стійкості та знизити гучність до рівня нижчого, ніж вимагають стандарти ICAO.
Витрати на плановий ремонт значно зменшені за рахунок скорочення кількості деталей, що швидко зношуються, та збільшення інтервалів між ремонтами.

## Конструкція
Вертоліт одногвинтової схеми з рульовим гвинтом, двома ГТД та трьохпорним шасі.

### Фюзеляж
Суцільнометалевий тип полумонокока з алюмінієвих сплавів та обшивкою зі стільниковим заповнювачем, складається з чотирьох відсіків:
1. Носовий обтічник з обладнанням;
2. Двомісна кабіна екіпажу;
3. Шестимісна пасажирська кабіна;
4. Хвостова балка монококівської конструкції.

### Силова установка
Два газотурбінні двигуни (ГТД) встановлені позаду редуктора тримального гвинта, розділені протипожежною перегородкою та закриті обтічником з бічними повітрозабірниками.

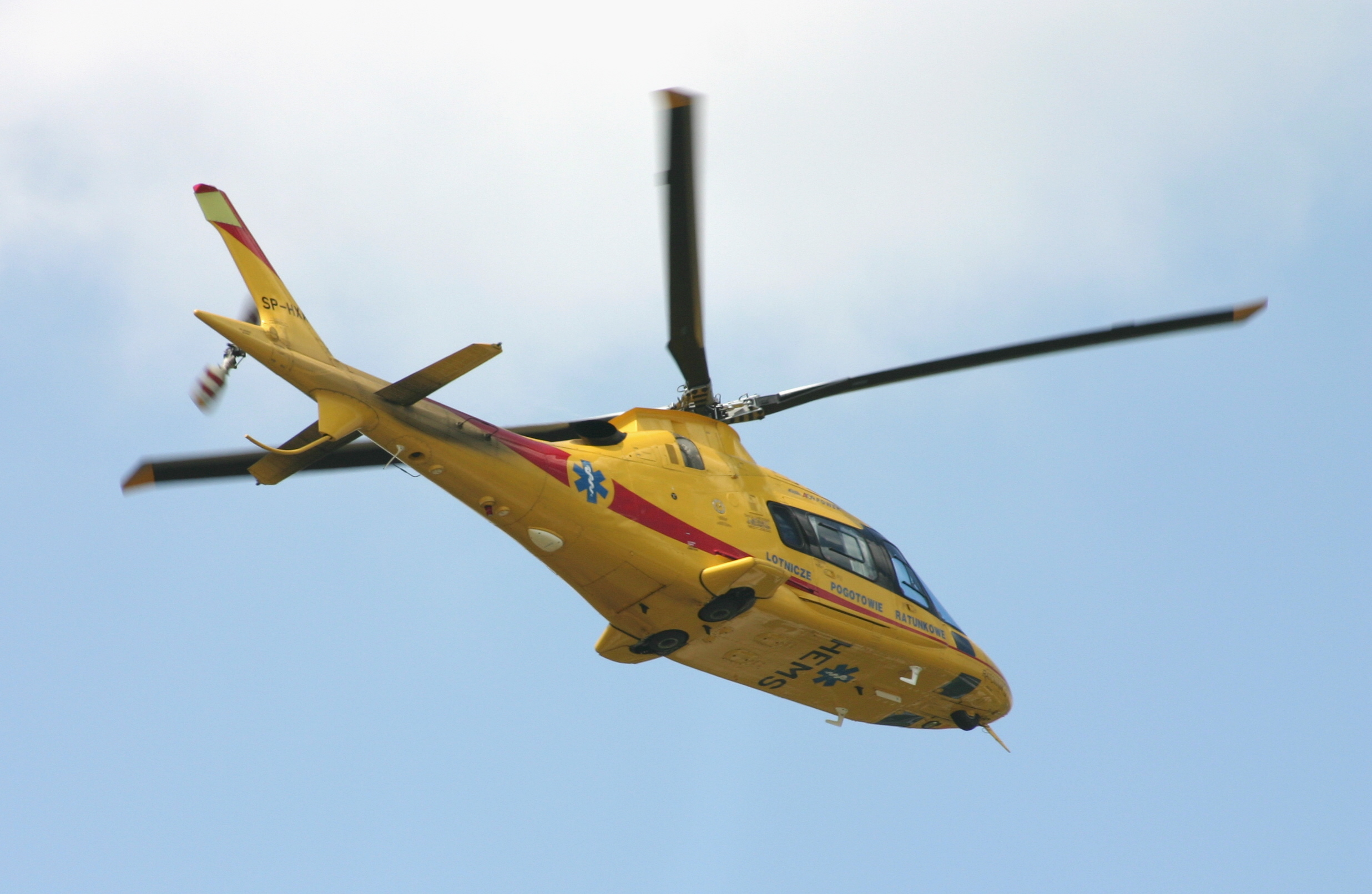
A109 Power польської Lotnicze Pogotowie Ratunkowe

### Шасі
Шасі забирається, трьохопорне з носовою колесом, що самоорієнтується. Головні опори прибираються вгору та всередину відсіку кабіни; носова — вперед. Головні колеса забезпечені гідравлічними гальмами, а носова має запірний механізм. Колія шасі 2,45 м, база 3,535.

### Рульовий гвинт
Має діаметр 2,03 метра, напівжорсткий з горизонтальними шарнірами. Лопаті прямокутної форми в плані з алюмінієвого сплаву зі стільниковим заповнювачем.

### Оперення
Оперення складається з керованого стабілізатора трапецевидної форми в плані з розмахом 2,88 м і стреловидного кіля з підфюзеляжним аеродинамічним гребенем.

### Тримальний гвинт
Чотирилопастний з шарнірним кріпленням лопатей, лопаті прямокутної форми в плані із стрілоподібною закінцівкою.

### Трансмісія
Трансмісія розрахована на передачу потужності 552 кВт/740 к. с..

### Паливна система
Два паливних бака ємністю 560 літрів розташовані під підлогою пасажирської кабіни. Можлива установка підвісних баків, а також внутрішнього бака ємністю 170 літрів.

### Система управління
Бустерна дубльована. Дві незалежні гідравлічні системи, що приводяться від трансмісії.

### Електросистема

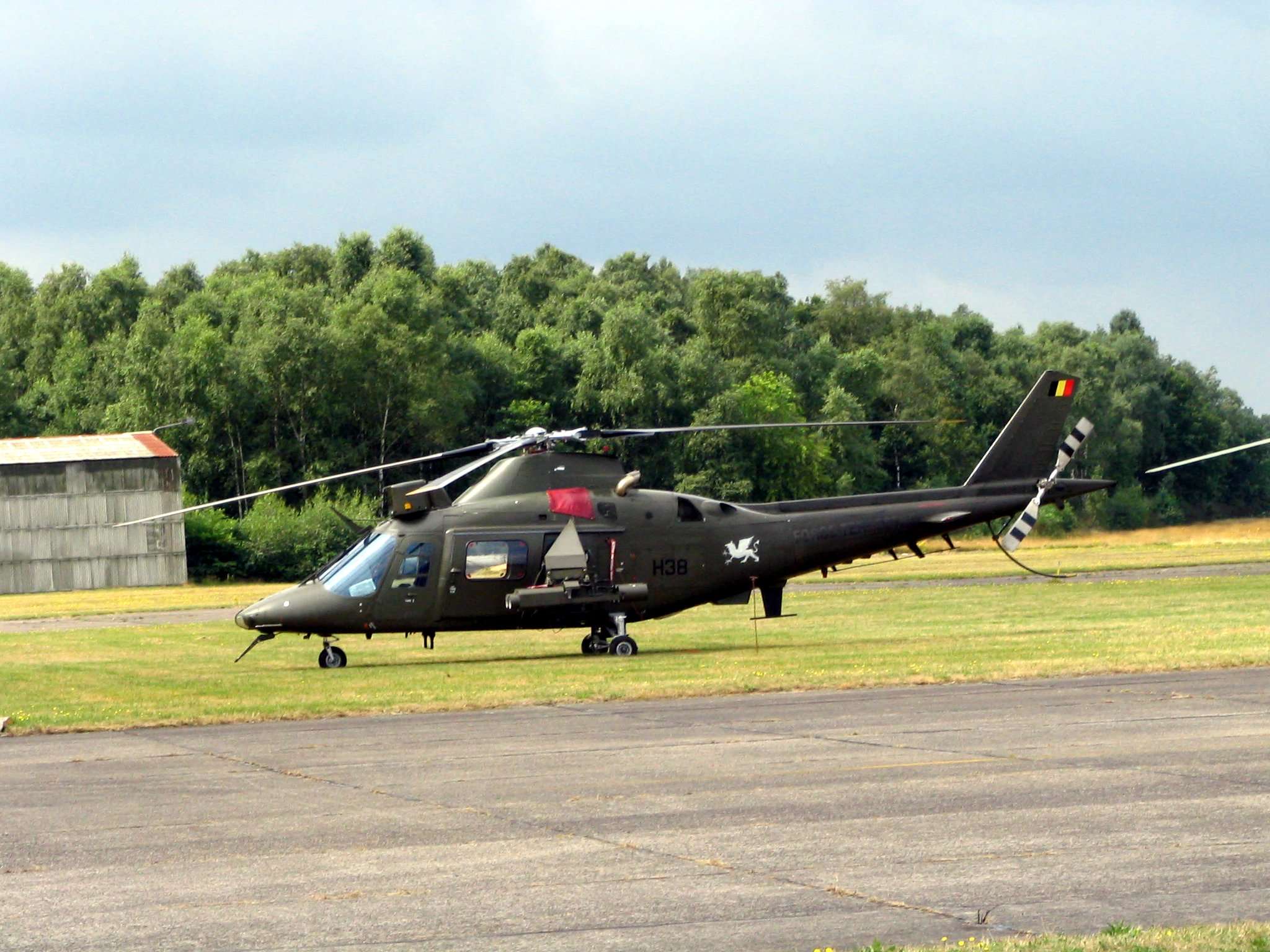
Бельгійський A109BA з протитанковим озброєнням

Система ланцюга постійного струму напругою 30 В включає два стартера генератора (150А) і нікель-кадмієву акумуляторну батарею. Навігаційне обладнання живиться змінним струмом (115В, 400Гц) перетворювача (250ВА).

### Устаткування
Пілотажно-навігаційне обладнання стандартне. Можлива установка обладнання для польоту за приладами, КВ-передавач з АМ, автоматичний радіокомпас, радіовисотомір, автопілот та обладнання для другого льотчика.

### Озброєння
Передбачається установка кулеметів калібром 7,62 мм і 12,7 мм в кабіні або на контейнерах, двох пускових установок НАР калібром 70 мм або 50 мм, чотирьох ПТКР «Тоу» або «HOT (ПТРК)», можлива установка керованих ракет «Стінгер». В Аргентині на вертоліт встановлювали протитанкові ракети «Mathogo».

## Льотно-технічні характеристики
Наведено дані для військово-транспортного варіанту A.109E.
Джерело: Jane's
Основні характеристики
- Екіпаж: 1-2 людини
- Пасажиромісткість: 6-7 осіб
- Довжина: 13,04 м
- Довжина фюзеляжу:11,44 м
- Висота: 3,5 м (з хвостовим гвинтом)
- Розмах крила: 11,0 м
- Діаметр рульового гвинта:2,0 м

- Площа крила: 95,03 м²
- Крило у плані: NACA 23011
- база шасі:3,535 м
- Колія шасі:2,45 м
- Маса порожнього: 1570 кг
- Максимальна злітна маса: 2850 кг
  - з підвіскою:3000 кг
- Маса корисного навантаження на підвісці:1000 кг
- Обсяг паливних баків:605 л (+265 л в 2 додаткових баках)

Льотні характеристики
- Максимально допустима швидкість: 311 км/год
- Крейсерська швидкість: 285 км/год
- Практична дальність: 964 км (з додатковими баками)
- Тривалість польоту:5 год 4 хв
- Практична стеля: 5974 м
- Навантаження на крило: 30,0 кг/м²

Озброєння
- Стрілецько-гарматне:  
  - 1 × 7,62 мм кулемет
  - 1 × 12,7 мм кулемет в отворі дверей
  - 2 × 7,62 мм або 12,7 мм кулеметів на бічних пілонах з 200–250 патр. кожний
- Точки підвіски: 2 бічних пілона з навантаженням по 300 кг кожний
- Керовані ракети: 4-8 × TOW
- Некеровані ракети: 2 блоки по 7 або 12 × 70 мм або  81 мм ракет